# جيليان هودجز
جيليان هودجز (بالإنجليزية: Gillian Hodges) هي مجدفة بريطانية، ولدت في 13 أغسطس 1957.

## وصلات خارجية
- جيليان هودجز على موقع الاتحاد الدولي للتجديف (الإنجليزية)
- جيليان هودجز على موقع اللجنة الأولمبية الدولية (الإنجليزية)
- جيليان هودجز على موقع أوليمبيديا (الإنجليزية)